# Bille Brown
William Gerald Brown (Biloela, Australia, 11 de enero de 1952-Brisbane, Australia, 13 de enero de 2013), conocido como Bille Brown, fue un actor y dramaturgo australiano.

## Primeros años
Brown nació en Biloela, Queensland y estudió teatro en la Universidad de Queensland. Comenzó su carrera a principios de los 70s en la Queensland Theatre Company, trabajando junto Geoffrey Rush. Era abiertamente homosexual.

## Carrera

### Internacionalmente
Su carrera lo llevó a Reino Unido, donde se unió a la Royal Shakespeare Company (RSC), y fue el primer australiano en escribir y actuar en su obra The Swan Down Gloves, estrenado en el Barbican Theatre en 1982 y cuya producción duró hasta 2002). Como miembro de la RSC (entre 1976–1982, 1986–88 y 1994–96) Brown hizo una gira con sus producciones en Europa, actuando en París, Viena, Berlín y Múnich. También apareció en la primera producción de RSC, El Mago de Oz en los papeles de Bruja Malvada del Oeste y Miss Gulch, por lo que fue nominado a un Premio Laurence Olivier a Mejor Actir en un musical en 1988.
Mientras trabajaba en el Reino Unido, Brown también actuó en el West End, en los teatros de Aldwych y Haymarket, en el teatro Chichester Festival, en la English National Opera y en el Dublin Theatre Festival. Mientras actuaba en Stratford fue descubierto por John Cleese, quien lo contrató para Fierce Creatures, la secuela de A Fish Called Wanda.
En Nueva York, Brown hizo su debut en Broadway como actor en 1986 en la obra Wild Honey junto a Ian McKellen, dirigida por Christopher Morahan, y como dramaturgo en A Christmas Carol en 1985, junto a Helen Hayes, Len Cariou como Scrooge, MacIntyre Dixon, Celeste Holm, Raúl Juliá, Mary Elizabeth Mastrantonio, Harold Scott, Carole Shelley y Fritz Weaver, dirigida por W. Stuart McDowell.  También fue un artista en la State University de Nueva York en 1982.

### Australia
Brown volvió a Australia para vivir permanentemente en 1996. Hizo actuaciones para numerosas compañías de teatro australianas, incluyendo la Queensland Theatre Company en la Ópera de Sídney.
En 1996, dirigió la producción de Hugh Lunn, Over the Top with Jim, la cual excedió las expectativas en taquilla. Tuvo éxito con su papel de Conde Almaviva en la obra de Beaumarchais, The Marriage of Figaro, junto a Geoffrey Rush que se estrenó en Brisbane en septiembre de 1998. En 1999 tuvo también éxito en Sídney y Australia como Oscar Wilde en la producción de The Judas Kiss.
Ese mismo año se hizo profesor de la Universidad de Queensland para estudios de teatro.
En 2009, Brown escribió y actuó en la ibra de teatro The School of Arts.
Entre sus obras como dramaturgo destaca Bill and Mary, basada en la imaginaria conversación entre Mary Gilmore y el pintor William Dobell.

## Películas
Brown apareció en películas como Fierce Creatures (como "Neville"), The Dish (como "el Primer Ministro"), Oscar and Lucinda (como "Percy Smith") y The Lovers.

## Honores
Brown fue hecho miembro de la Orden de Australia (AM) en 2011. Recibió un doctorado en letras de la Universidad de Queensland.

## Muerte
Brown murió de cáncer colorrectal el 13 de enero de 2013, dos días después de su cumpleaños número 61. Tras un funeral privado, un servicio memorial público se llevó a cabo en la Queensland Performing Arts Centre el 4 de febrero de 2013. El encargado de leer el panegírico fue su amigo cercano y compañero de profesor, Geoffrey Rush.

## Filmografía

### Películas
- Criaturas feroces (1997) - Neville Coltrane
- Oscar and Lucinda (1997) - Percy Smith
- Passion (1999) - John Grainger
- Walk the Talk (2000) - Barry
- The Dish (2000) - Prime Minister
- Serenades (2001) - Pastor Hoffman
- The Man Who Sued God (2001) - Gerry Ryan
- Black and White (2002) - Sir Thomas Playford
- Dirty Deeds (2002) - Senador
- Curtin (2007) - Robert Menzies
- Unfinished Sky (2007) - Bob Potter
- Dying Breed (2008) - Harvey / Rowan
- Ved verdens ende (2009) - James Hall
- Las crónicas de Narnia: la travesía del Viajero del Alba (2010) - Coriakin
- The Eye of the Storm (2011) - Dudley
- Killer Elite (2011) - Coronel Fitz
- The Lovers (2013) - Egerton

## Televisión
- Medivac (1997) - Prosecutor
- A Difficult Woman (1998) - Howard
- Big Sky (1999) - Lightfoot
- Las aventuras del joven Indiana Jones (1999) - Hinkel
- The Farm (2001) - Booth
- Bad Cop, Bad Cop (2002) - Detective 'Blue' Wales
- White Collar Blue (2003) - Tony Heron
- BlackJack (2005) - Tez Miller
- The Hollowmen (2008) - Senator Ron Engels
- All Saints (2000-2009) - Steve Coulter / Bill Lewis
- Heartbeat (2009) - Sergento Flaherty
- 3 Acts of Murder (2009) - George Ritchie
- Wild Boys (2011) - Booth
- Miss Fisher's Murder Mysteries (2012) - Bart Tarrant
- The Kennedys
- Rake (2012) - Dominic Rose